# Peltariopsis
Peltariopsis là chi thực vật có hoa trong họ Cải.